# La Cure
Pour les articles homonymes, voir Cure.
La Cure est un village jurassien situé sur la frontière entre la France et la Suisse, partagé entre la commune suisse de Saint-Cergue (canton de Vaud) et la commune française des Rousses (département du Jura).

## Géographie

### Situation
Le village de la Cure est situé à environ deux kilomètres au sud du village des Rousses, à 28 km au nord-est de Gex et 50 km de Genève (par Gex).
Du côté suisse, il se trouve à cinq kilomètres du village de Saint-Cergue, à 22 km de Nyon, 60 km de Lausanne et 55 km de Genève (par Nyon).

### Routes
La Cure est reliée aux Rousses par la route nationale 5 (Paris-Ferney-Voltaire/Genève), déclassée à partir de la Cure en RD 1005. La route nationale passe un peu à l'ouest du village, mais deux bretelles de liaison ont été construites. 
Parallèlement, il existe une route plus ancienne venant des Rousses et allant vers Saint-Cergue, appelée « route Royale » en France et « route de France » en Suisse.

### Chemin de fer

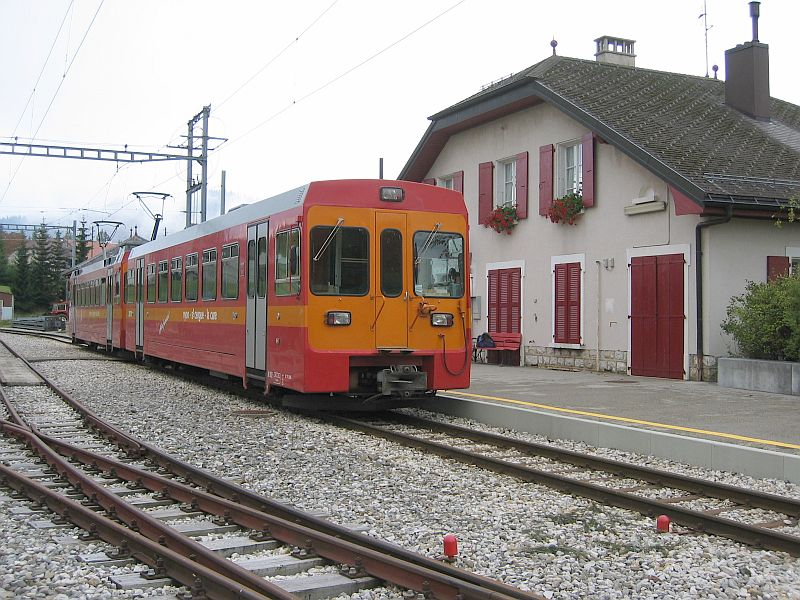
Train Nyon-Saint-Cergue-Morez en gare de la Cure.

De 1921 à 1958, après l’achèvement de la ligne métrique Nyon-Saint-Cergue-Morez (NStCM), La Cure bénéficie d’une liaison avec Nyon en Suisse et Morez en France. 
La partie française de cette ligne a été fermée en 1958, mais est toujours en service en Suisse. La ligne s'arrête maintenant à la Cure, juste avant la frontière.

### Relief et hydrographie
Situé à 1209 mètres d'altitude, le village de La Cure est le plus haut du département du Jura.
La Cure est située en contrebas du col de la Givrine (1229 m) qu'il faut franchir pour aller à Saint-Cergue.

## Histoire

### Le traité des Dappes (1862)
Depuis le traité des Dappes (8 décembre 1862) entre la France et la Suisse, la majeure partie du village fait partie de la Suisse, qui a cédé en échange des portions de territoire dans la vallée des Dappes. 
Certaines maison ont été ainsi incluses dans le territoire suisse et certaines se trouvent dans la situation particulière d'être traversées par la frontière : elles ont donc un pied en France et l'autre en Suisse.

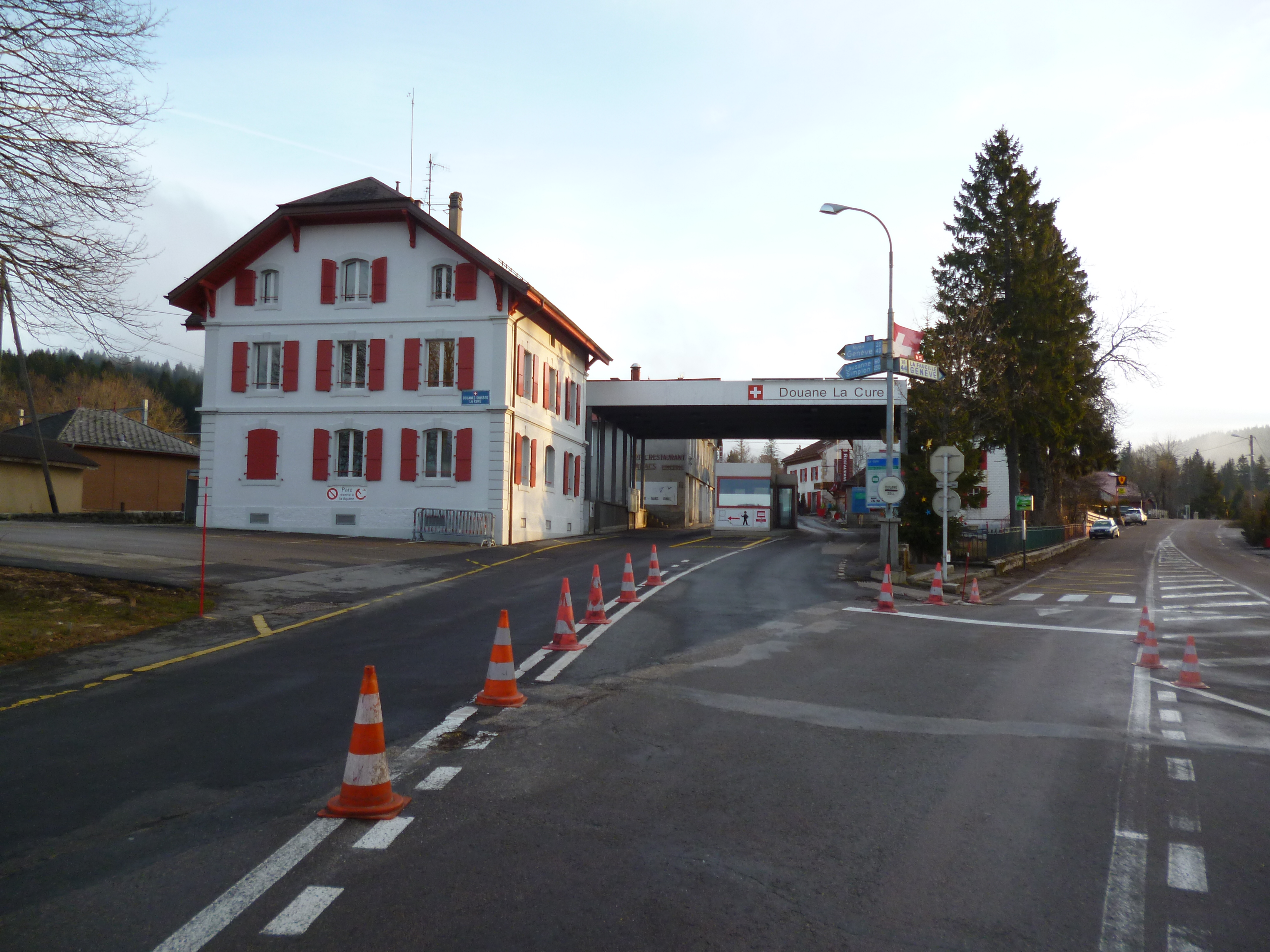
Bâtiment des douanes suisses.
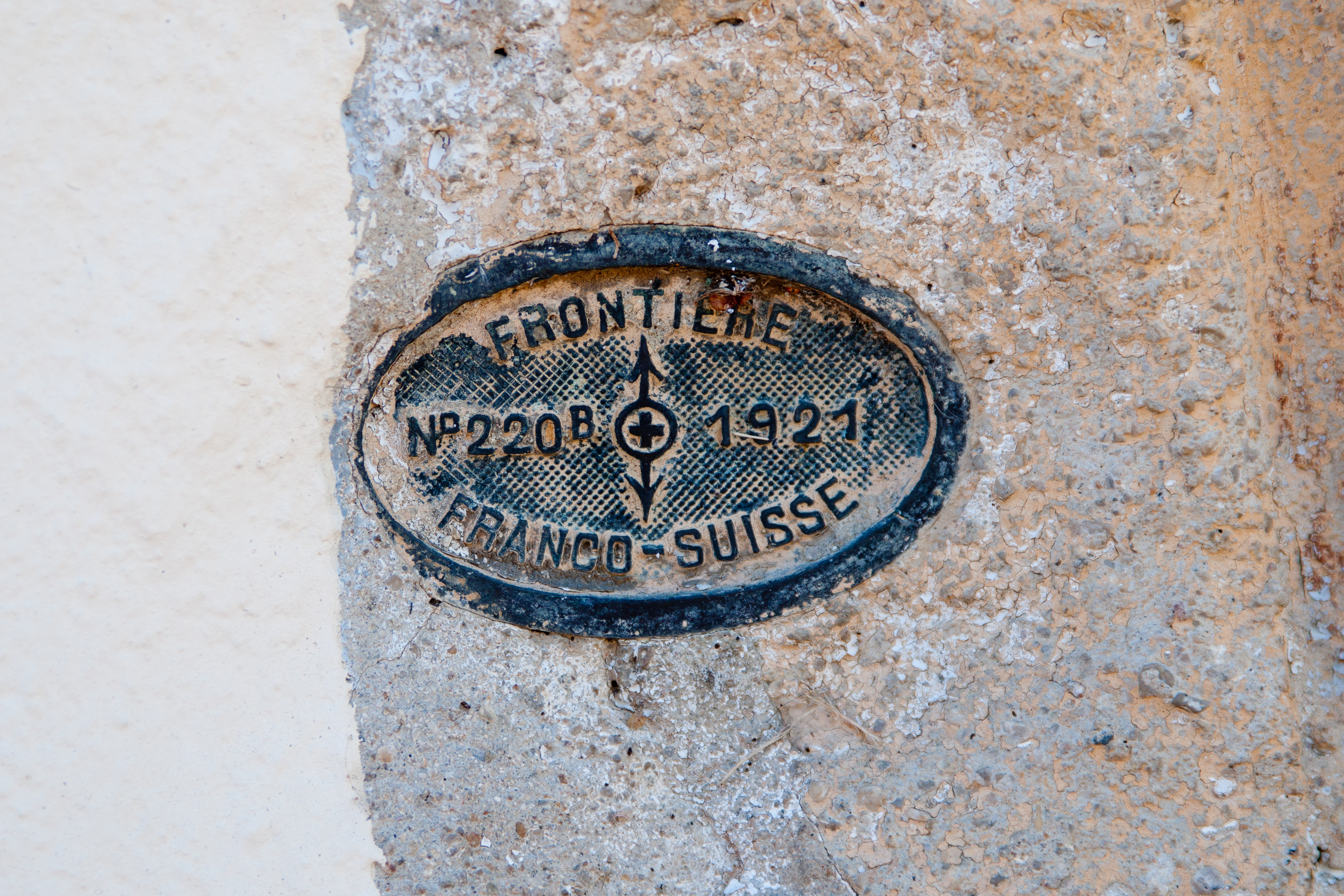
Plaque de frontière sur un bâtiment à La Cure.

### Un hôtel à cheval sur la frontière

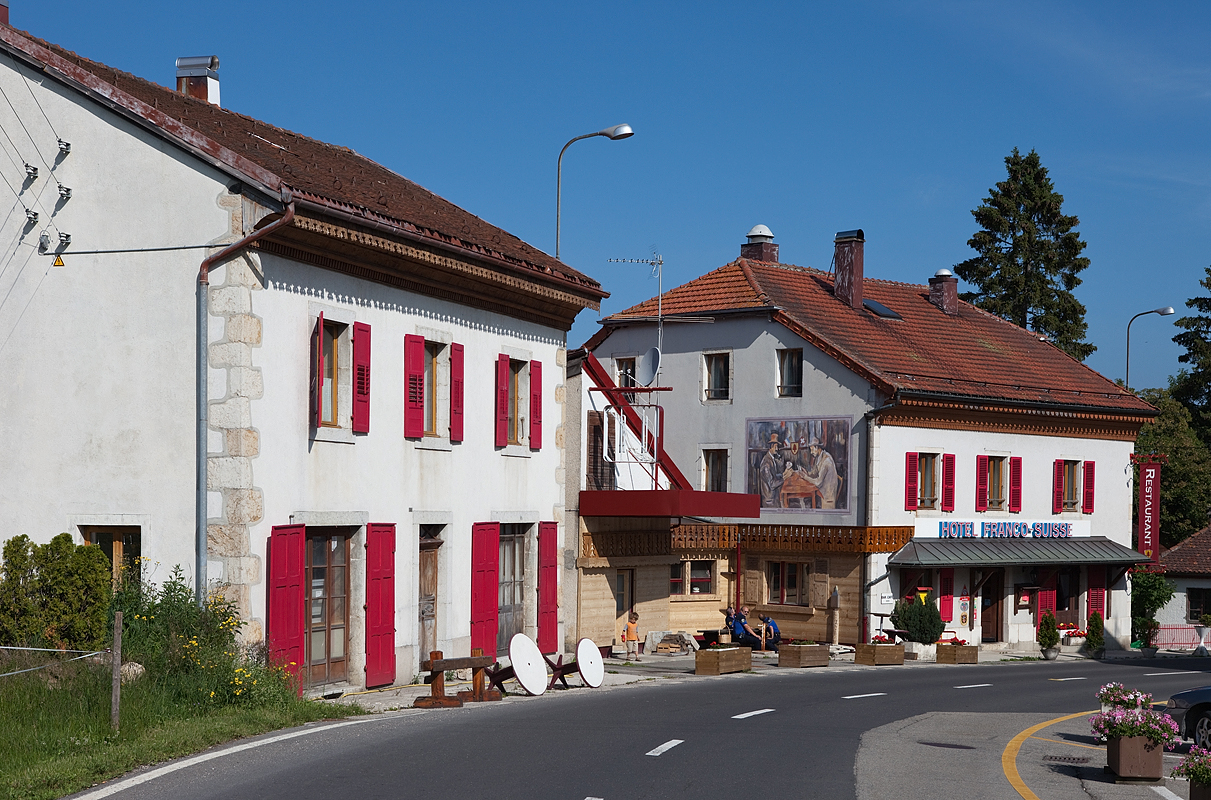
L'Hôtel franco-suisse ou Hôtel Arbez à La Cure : la frontière traverse les deux bâtiments dans leur longueur, passant juste à gauche de la fresque. La fresque et tout ce qui se trouve à sa droite se trouvent en Suisse ; la France se trouve à gauche.

Profitant du délai entre la signature du traité et sa ratification en 1863, un jeune homme Ponthus a construit une maison à cheval sur la nouvelle frontière. Cette maison devient ultérieurement l'Hôtel franco-suisse ou Hôtel Arbez dirigé par Jules Arbez (d'où le surnom d'« Arbezie » donné à ce domaine transfrontalier par Edgar Faure[pas clair]) permettant de jouer sur les deux réglementations nationales[pas clair]. 

### La Cure pendant la Seconde Guerre mondiale
Après la signature de l'armistice du 22 juin 1940, la commune des Rousses se trouve dans la zone d'occupation allemande (zone Nord), et plus particulièrement dans la zone interdite au retour des réfugiés (habitants ayant quitté leur résidence au moment de l'offensive allemande de mai-juin 1940).
Durant cette période (1940-1944), l'hôtel Arbez sert de lieu d'hébergement et de passage à des fugitifs, tout en servant des repas aux militaires allemands chargés de surveiller la frontière.